# Xenostomella
Xenostomella is een geslacht in de familie Microthyriaceae. De typesoort is Xenostomella tovarensis.

## Soorten
Volgens Index Fungorum telt het geslacht drie soorten (januari 2022):
| Soortnaam               | Auteur(s)  | Publicatiejaar |
| ----------------------- | ---------- | -------------- |
| Xenostomella meridensis | Toro       | 1934           |
| Xenostomella monninae   | (Syd.) Arx | 1962           |
| Xenostomella tovarensis | Syd.       | 1930           |